# ニューとさ
ニューとさは、大阪高知特急フェリーが運航していたフェリー。

## 概要
フェリーなにわの代船として内海造船瀬戸田工場で建造され、1990年3月に就航した。
共有建造制度を利用して建造された船舶整備公団（後に運輸施設整備事業団）との共有船である。
2000年8月、フェリーこうちの就航により引退した。
2000年8月、ギリシャのDODEKANISOS SEAWAYSに売却され、PANAGIA SKIADENIとなった。
2000年9月、DANE Sea Lineに売却され、LINDOSとなり、クルーズフェリーに改装された。
2001年に航路に就航したが、2004年、DANE Sea Lineの倒産により、ピレウスで係船された。
2006年7月、競売にかけられブルースターフェリーが落札、DIAGORASと改名して2006年8月に就航した。
その後は、ドデカネス諸島の各島を回る航路で運航されている。

### 航路
大阪高知特急フェリー
- 大阪南港 - 高知港

ニューかつらと本船の2隻で毎日1往復を運航していた。
DANE Sea Line
- ピレウス - パトモス - レロス - コス - ロドス

ブルースターフェリー
- ピレウス - アスティパレア - カリムノス - コス - ロドス
- ピレウス - アスティパレア - パトモス - リプソイ（英語版） - レロス - カリムノス - コス - ニシロス（英語版） - ティロス - シミ - ロドス - カステロリゾ

## 設計
ニューかつらの同型船であるが、9年のブランクもあり、主機が省エネ型に変更されるなど、細部は改正されている。